# Orzesznik

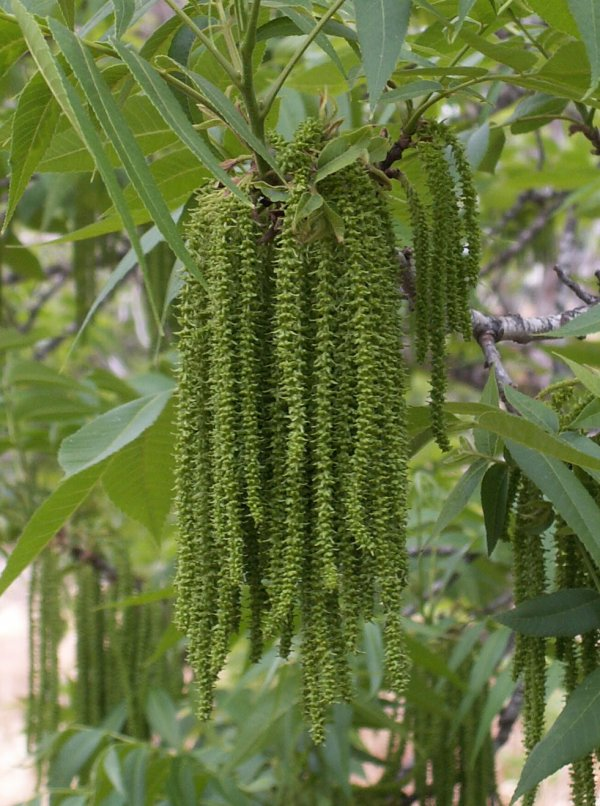
Kwiatostan męski orzesznika jadalnego

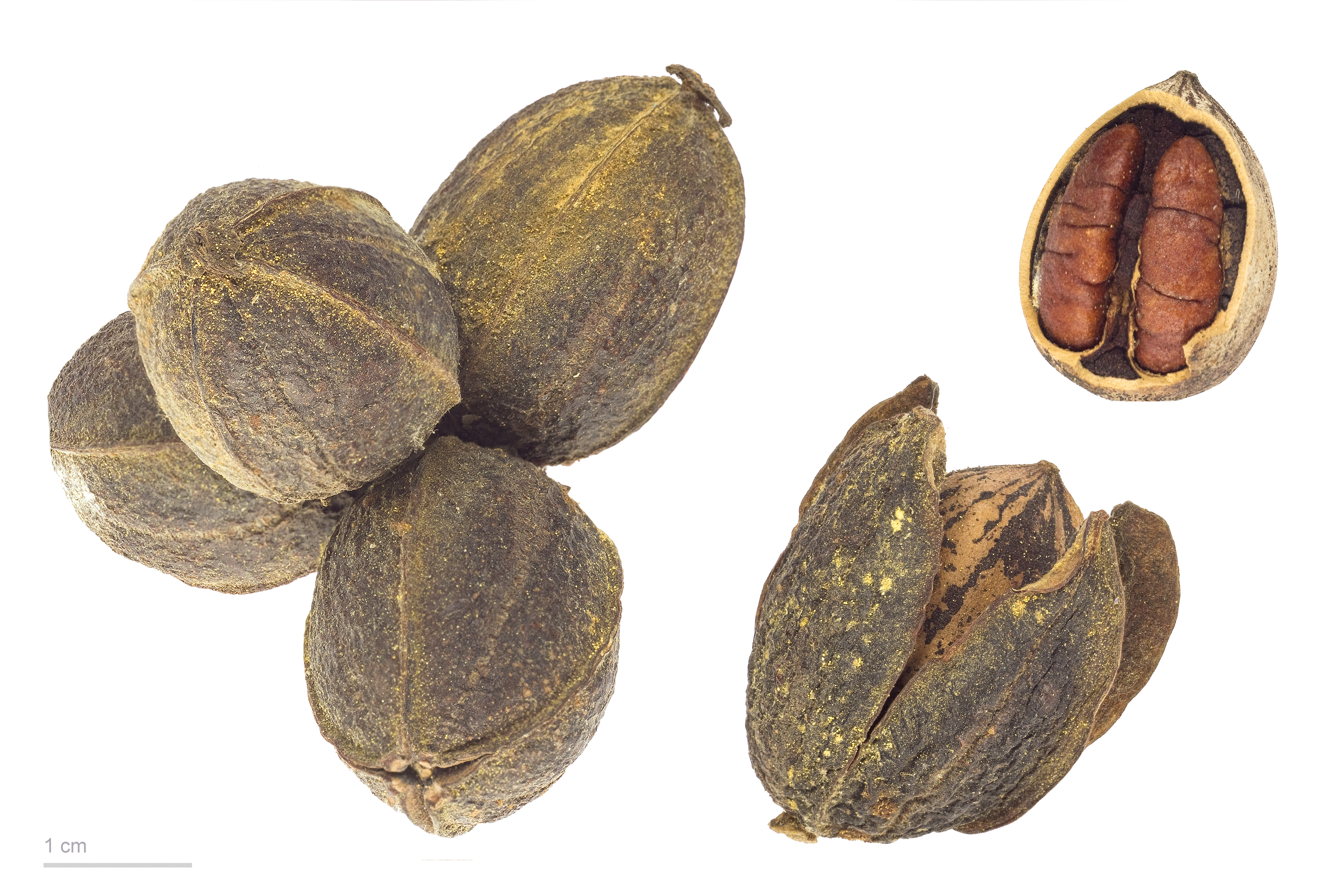
Orzechy pekan

Orzesznik zwany także przeorzechem, hikorą i karią (Carya Nutt.) – rodzaj roślin z rodziny orzechowatych (Juglandaceae). Obejmuje 18 gatunków, choć w niektórych ujęciach wykazywanych jest ich od 17 do 25.
Największe zróżnicowanie gatunkowe orzeszników jest w południowej części Stanów Zjednoczonych i w północnym Meksyku, cztery gatunki rosną także we wschodniej części Ameryki Północnej, kilka w Ameryce Środkowej, 6 gatunków rośnie w Azji Południowo-Wschodniej, z czego trzy są endemitami Chin. W Polsce uprawiane najczęściej są orzesznik gorzki C. cordiformis i pięciolistkowy C. ovata, rzadziej orzesznik siedmiolistkowy Carya laciniosa. Pierwsze dwa gatunki mają status już zadomowionych antropofitów.
Orzeszniki rosną w lasach na różnych siedliskach, często w dolinach rzek, największe rozmiary osiągając na glebach żyznych i głębokich. Orzesznik czarny C. texana rośnie jednak w miejscach suchych. Orzeszniki dostarczają tzw. drewna hikorowego – elastycznego, twardego i odpornego na uderzenia, cenionego do wyrobu m.in. narzędzi (trzonków do siekier) i sprzętu sportowego (nart, kijów do lacrosse). Kilka gatunków dostarcza jadalnych orzechów, z których najbardziej cenione są owoce orzesznika jadalnego C. illinoinensis.

## Morfologia
PokrójDrzewa osiągające 30–40 m wysokości, orzesznik jadalny osiąga do 60 m, a orzesznik blady rośnie często krzaczasto. Mają smukłe konary.
LiścieLiście są duże, nieparzystopierzasto złożone z 3–17 listków. Brzeg listków piłkowany. Jesienią przebarwiają się na złoty kolor.
KwiatyDrobne i rozdzielnopłciowe (drzewa są jednopienne). Kwiaty męskie zebrane są w kotki rozwijające się w skupieniach po trzy (z wyjątkiem azjatyckiej sekcji sect. Rhamphocarya) na rocznych i dwuletnich gałązkach. Kwiaty wyrastają wsparte niepodzieloną przysadką i dwoma podkwiatkami, mają zredukowany okwiat (co najwyżej składający się z czterech działek) i 3–10 pręcików. Kwiaty żeńskie skupione są w krótkich kłoskach na szczytach tegorocznych pędów. Kwiaty pozbawione są okwiatu, a zalążnia otoczona jest przez buteleczkowato obrastającą ją zrośniętą przysadkę i trzy podkwiatki, ponad które wystają w czasie kwitnienia czterodzielne znamiona.
OwoceOrzechy (niby-pestkowce – miękka okrywa otaczająca orzech powstaje ze zrośniętych przysadek i podkwiatków, w czasie dojrzewania owoców pęka na cztery części). Owocnia zdrewniała, ale zwykle mniej pomarszczona i gładsza niż u orzechów.

## Biologia
Kwiaty są wiatropylne. Drzewa przynajmniej niektórych gatunków są długowieczne, orzesznik jadalny osiąga tysiąc lat życia. Nasionami północnoamerykańskich gatunków żywi się m.in. ryjkowiec Conotrachelus affinis.

## Systematyka
Pozycja systematyczna
Rodzaj z rodziny orzechowate z rzędu bukowców. W obrębie rodziny należy do podrodziny Juglandoideae. Jest blisko spokrewniony z rodzajem orzech Juglans. W przeszłości znacznie bardziej zróżnicowany i rozpowszechniony – skamieniałości znajdowane są m.in. w Europie, Syberii Zachodniej, wschodniej Azji i północno-zachodniej Ameryki Północnej.
Podział rodzaju
Ameryka Północna
- Carya sect. Carya – typowe orzeszniki
  - Carya alba (L.) Nutt. ex Elliott – orzesznik owłosiony
  - Carya floridana Sarg.
  - Carya glabra (Mill.) Sweet – orzesznik nagi, orzesznik gładki
    - var. odorata (Marshall) Little (syn. Carya ovalis (Wangenh.) Sarg.) – orzesznik drobnoowockowy, orzesznik czerwony

  - Carya laciniosa (Michx.f.) G.Don – orzesznik siedmiolistkowy
  - Carya myristiciformis (F.Michx.) Nutt. ex Elliott – orzesznik muszkatołowy
  - Carya ovata (Mill.) K.Koch – orzesznik pięciolistkowy
  - Carya pallida (Ashe) Engelm. & Graebn. – orzesznik blady, orzesznik piaskowy, hikora piaskowa
  - Carya texana Buckley – orzesznik czarny

- Carya sect. Apocarya – orzeszniki wytwarzające orzechy pekanowe (pekany)
  - Carya palmeri W.E.Manning – orzesznik meksykański, hikora meksykańska
  - Carya aquatica (F.Michx.) Nutt. ex Elliott – orzesznik nawodny, hikora wodna
  - Carya cordiformis (Wangenh.) K.Koch – orzesznik gorzki, orzesznik sercowaty
  - Carya illinoinensis (Wangenh.) K.Koch – orzesznik jadalny, orzesznik pekanowy

Azja
- Carya sect. Sinocarya i Rhamphocarya – orzeszniki azjatyckie
  - Carya cathayensis Sarg. – orzesznik chiński, hikora chińska
  - Carya hunanensis C.C.Cheng & R.H.Chang
  - Carya kweichowensis Kuang & A.M.Lu
  - Carya poilanei (A.Chev.) Leroy
  - Carya sinensis Dode
  - Carya tonkinensis Lecomte